# Woking (district)
Woking is een Engels district in het shire-graafschap (non-metropolitan county OF county) Surrey en telt 101.000 inwoners. De oppervlakte bedraagt 64 km². Hoofdplaats is Woking.
Van de bevolking is 14,6% ouder dan 65 jaar. De werkloosheid bedraagt 1,8% van de beroepsbevolking (cijfers volkstelling 2001).

## Plaatsen
- Woking (62.796 inw.)
- Brookwood (Surrey) (1.442 inw.)
- Byfleet (6.995 inw.)
- Knaphill (10.062 inw.)
- Mayford (1.776 inw.)
- West Byfleet (5.054 inw.)